# 猫ミーム
猫ミーム（ねこミーム、英: Cat meme）は、猫を用いたインターネット・ミーム全般を指す。主として『SpaceCat』『仕事猫』などが知られている。

## 概要
2023年ごろから猫の動画を切り抜き、組み合わせて日常生活などを表現した動画が流行、猫の静止画を使用したぬいぐるみやキーホルダーなどの販売も行われた。これらの動画が人気を集めた理由として、登場人物を猫に置き換えている点や、猫で喜怒哀楽を表現している点、または「動画として『つまらない』と判断されるリスクが低い」点などが挙げられている。
イー・ガーディアンが調査した2024年にXで頻繁に使用されたフレーズを発表する「SNS流行語大賞 2024」では、1位にランクインした。「Yahoo!きっず 検索ランキング2024」でのウェブ検索ランキング・流行部門でも1位であった。ピクシブとドワンゴが共催する「ネット流行語100 2024」では、2位にランクインし、トップ20単語賞を受賞した。

## 問題点
猫ミームで使用される静止画や動画などのほとんどは著作権の保護を受けており、著作権者の承諾を得られなければ著作権侵害になる。こうした問題は猫ミームに限らず、BBCはインターネット・ミームの多くは他人の著作物から作られているとしている。

## 影響
- Dubidubidu（チピチピチャパチャパ） - 猫ミームで使用されたことにより2023年12月ごろから北米や韓国、日本で流行[10]、Spotifyのバイラルチャートでは1位を記録した[2]。